# Fredrik Anton Ulrik av Waldeck-Pyrmont
Fredrik Anton Ulrik, furste av Waldeck-Pyrmont (tyska: Friedrich Anton Ulrich Fürst zu Waldeck und Pyrmont), född 27 november 1676 i Landau, död 1 januari 1728 i Pyrmont, var den första regerande fursten av Waldeck-Pyrmont från 1712 till 1728.
Han var son till Christian Ludwig, Greve av Waldeck och Grevinna Anna Elisabet av Rappoltstein.
Från 1706 till 1712 var han greve av Waldeck-Pyrmont. Den 6 januari 1712 upphöjdes han till riksfurste av kejsar Karl VI.

## Äktenskap och barn
Fredrik Anton Ulrik gifte sig med Louise av Zweibrücken-Birkenfeld, dotter till Kristian II av Pfalz-Zweibrücken-Birkenfeld och grevinnan Katarina Agata av Rappoltstein, i Hanau den 22 oktober 1700. De fick 5 söner och 6 döttrar:
- Prins Christian av Waldeck-Pyrmont (13 oktober 1701–17 maj 1728)
- Prinsessan Fredrika av Waldeck-Pyrmont (10 november 1702–4 december 1713)
- Prinsessan Henrietta av Waldeck-Pyrmont (17 oktober 1703–29 augusti 1785)
- Karl August, Prins av Waldeck-Pyrmont (24 september 1704–29 augusti 1763), gifte sig med Grevinnan Katarina Agatha av Rappoltsteinna von Zweibrücken-Birkenfeld.
- Prinsessan Ernestina av Waldeck-Pyrmont (6 november 1705–26 maj 1782), gifte sig med Fredrik Bernard, Greve av Gelnhausen
- Prins Ludwig av Waldeck-Pyrmont (5 maj 1707–24 juli 1739)
- Prins Johann av Waldeck-Pyrmont (9 juni 1708–30 november 1713)
- Prinsessan Sofia av Waldeck-Pyrmont (4 januari 1711–10 augusti 1775), gifte sig med Fredrik August Vogelsang, fick inga barn
- Prinsessan Franziska av Waldeck-Pyrmont (19 maj 1712–6 januari 1782)
- Prinsessan Louise av Waldeck-Pyrmont (12 juni 1714–17 mars 1794)
- Prins Josef av Waldeck-Pyrmont (14 augusti 1715–19 februari 1719)